# Gabriel Groley
Gabriel Charles Henri Groley, né le 21 novembre 1889 au hameau du Moulin du Bois à Auxon et mort le 17 octobre 1991 à Troyes, est un journaliste et historien régionaliste, conteur français de la Champagne rédacteur à L'Est-Éclair  et président de la Société académique d'agriculture, des sciences, arts et belles-lettres du département de l'Aube ;  Président d'honneur de la société des Amis des musées de Troyes, il a marqué la vie culturelle auboise, il est l'auteur de plus de trente ouvrages et d'une centaine d'articles.

## Biographie

### Premières années
Gabriel Groley voit le jour au hameau du Moulin du Bois à Auxon ; il n'y reste que dix jours, sa mère retourne à Sommeval. Il y est élevé par sa grand-mère paternelle Exavérine Lucas, qui lui raconte contes et légendes du pays d'Othe (née en 1850, elle passa sa vie entre Villeneuve-sur-Vanne — aujourd'hui Villeneuve-l'Archevêque — et Sommeval),.
Étudiant et interne à l'école Saint-Bernard de Troyes, il s'y montre un élève éveillé et brillant (il saute une classe) mais arrivé en classe de quatrième, il doit abandonner l'école, son père n'ayant plus de commis pour aider à la ferme. À partir de treize ans, il travaille donc à la ferme : fenaisons, moissons, labours, soins aux bêtes. Mais autodidacte, il se cultive lors de son temps libre, conseillé par ses anciens professeurs en sciences et en littérature. C'est encore adolescent qu'à 17 ans, il se prend de passion pour l'histoire et la Préhistoire. L'abbé Dante Santi, professeur de Saint-Bernard, canalise son enthousiasme et lui offre une carte d'accès permanent au Musée de Troyes.

### Le service
Le 17 mars 1910 il passe son conseil de révision dans le village voisin de Bouilly : déclaré « bon pour le service » il sert au 15e régiment d'infanterie de Toul Il est réformé en octobre 1911, après un an de service militaire ponctué de deux séjours à l'hôpital, pour « imminence bacillaire ».

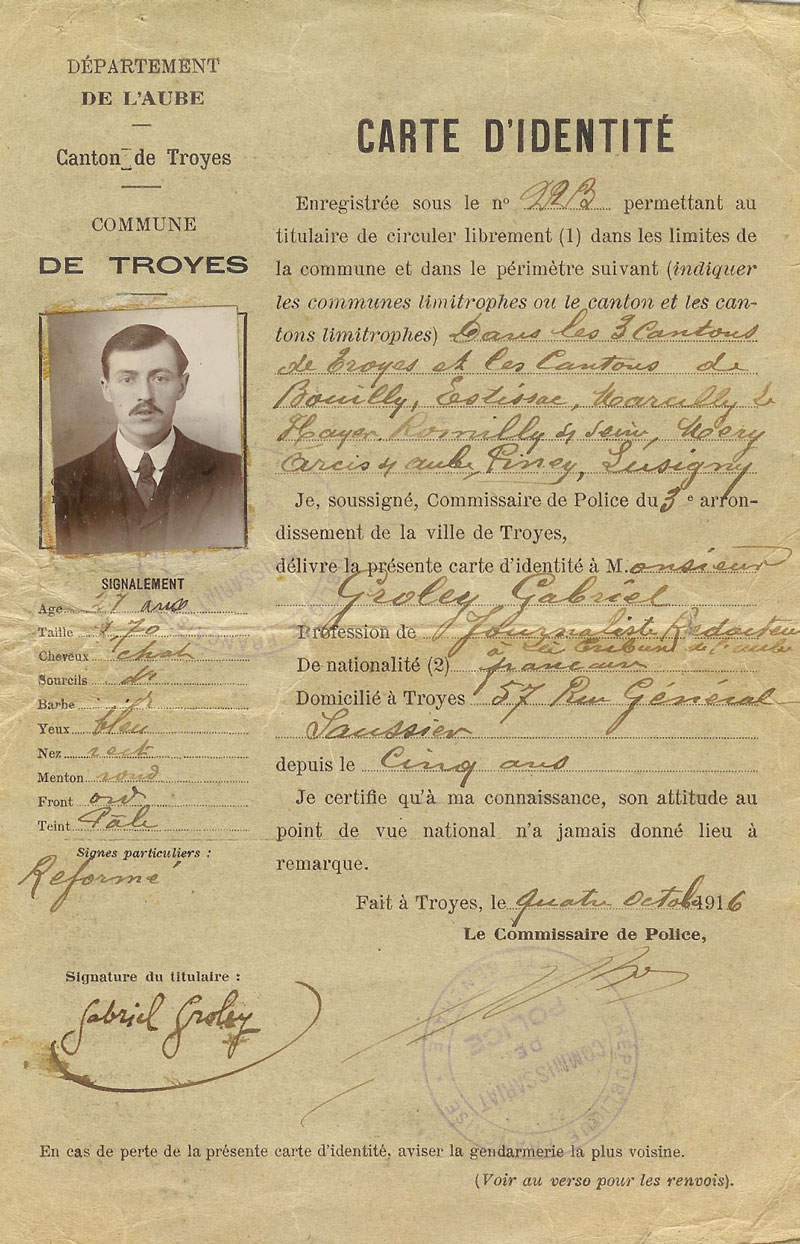
Carte d'identité de Gabriel Groley (1916)

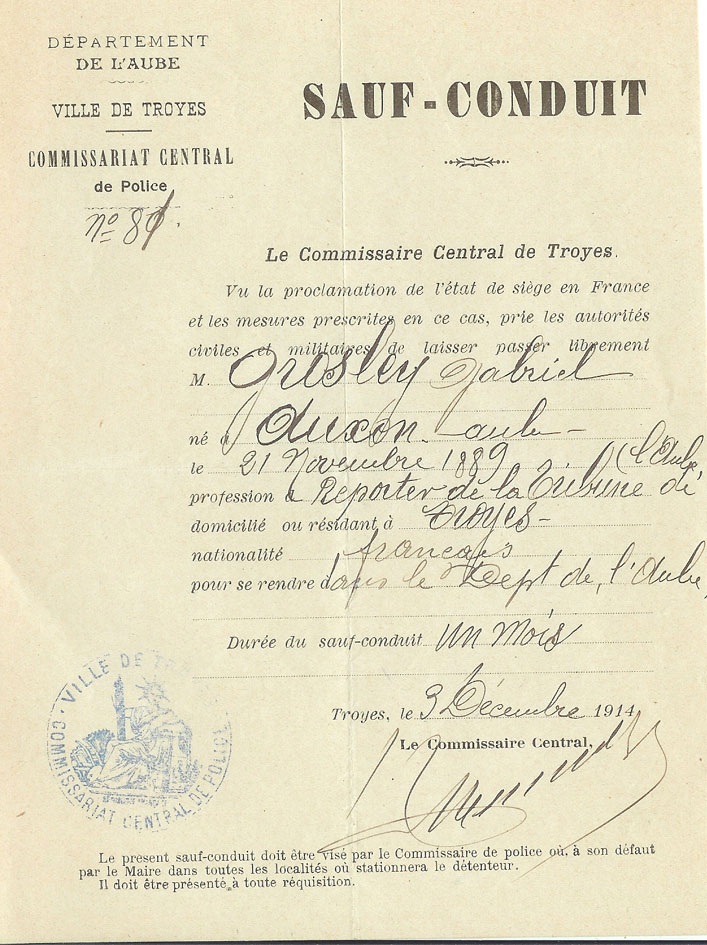
Sauf-conduit de Gabriel Groley pour circuler en temps de guerre

### Journaliste
En 1912, Gabriel Groley a 23 ans. Se souvenant de son élève, un autre de ses anciens professeurs, l'abbé Joseph Patenôtre lui trouve une place à L'Avenir de l'Aube, journal de l'Évêché,. Lorsque la guerre éclate, Gabriel Groley est donc réformé et jamais mobilisé. Plus tard il dira à l'occasion de son centenaire : « La chance de ma vie, ça a été malheureusement la guerre de 14 ». Car La Tribune de l'Aube aux tirages flatteurs offre une place de rédacteur à Gabriel Groley, rare journaliste encore présent à Troyes dans une ville en pleine mobilisation.
Le 25 janvier 1919 il se marie avec Marguerite Bourbon qui vient de Charleville, chassée par les Allemands. De cette union nait un fils, Guy-Jean le 1er janvier 1929. Gabriel Groley sillonne l'Aube au volant d'une des toutes premières automobiles pour son journal. Après la Seconde Guerre mondiale, il contribuera au quotidien aubois L'Est-Éclair aux côtés de Jean Bruley dont il sera rédacteur en chef.

### Historien
En 1955 à sa retraite, il peut enfin se consacrer au métier d'historien à plein temps. Il est l'auteur entre autres, d'ouvrages sur les légendes et le folklore champenois de l'Aube, qu'il ne cessa de collecter sa vie durant, et d'articles. Il écrit notamment sur Troyes, ses monuments, sa grandeur passée. Ardent défenseur du patrimoine historique et artistique de Troyes, il contribua à la sauvegarde du vieux Troyes, et plus particulièrement à celle de la Maison du Boulanger du XVIe siècle. Il suscita aussi des vocations, ainsi Albert Collot le maire de Villadin avec lequel il se lie d'amitié, et qui lui adresse des textes pour parution. En 1972, Gabriel Groley rencontre le jeune Alain Hourseau, qui depuis est devenu un historien local reconnu,. Il encouragea également dans sa passion Jean Murard, un ancien résistant, devenu à sa retraite historien. Profondément attaché à sa terre Gabriel Groley aimait raconter « Je suis un paysan. Je le dis sans détour, / N'en goûtant pas d'orgueil, n'en ayant pas de honte / Sans vêtement de soie et rubans de velours / Je suis celui qui lit et celui qui raconte. »
Sous l'influence du paléontologue aubois Jules Lambert (1848-1940) il prospectera méthodiquement la région du Pays d'Othe et de Jully-sur-Sarce Il lègue au musée des Beaux-Arts et d'Archéologie Saint-Loup de Troyes, en 1987, 4 000 silex taillés, soigneusement annotés et classés par provenance,.
Membre associé de la Société académique d'agriculture, des sciences, arts et belles-lettres du département de l'Aube depuis 1921, il en devient membre résident en 1951 ; il préside la Société en 1957, et reçoit le titre de membre honoraire en 1990.
On lui propose la Légion d'honneur mais il la refuse, arguant qu'il faut la donner à ceux qui sont morts au champ d'honneur car lui, dit-il « a profité de la guerre pour se faire une situation » ; à cette occasion, écoutons Gabriel Groley : « Ce n'est pas par fanfaronnade, pour faire celui qui refuse les décorations. À la mobilisation de 1914, tous mes camarades sont partis, et comme on manquait de journalistes à La Tribune de l'Aube on m'a embauché. Beaucoup de mes camarades sont morts dès le début de la guerre, fauchés par les mitrailleuses allemandes. Patriote comme je le suis, si j'avais été soldat, j'aurais foncé à l'assaut et j'aurais été tué. J'ai eu la vie sauve et j'ai trouvé une situation. Mes camarades ont péri. Alors ce n'est pas moi qui mérite la Légion d'honneur, c'est eux ».
Jusqu'à sa mort à l'âge de 101 ans, le 17 octobre 1991 il est considéré comme le doyen des journalistes français,
Jack Lang ministre de la Culture lui rend hommage dans les colonnes du Monde trois jours plus tard.

## Hommages posthumes
Une rue de Troyes porte son nom depuis 1993, et en 2009 un square également à Sommeval, le village du pays d'Othe qui l'a vu grandir et lui a inspiré sa vocation de conteur et d'historien.

### Études
- Anne Durantel, Catherine Robinet, Jean-Louis Humbert, Emmanuel Saint-Mars Dictionnaire des célébrités auboises Maison Du Boulanger 2016, 380 pages  (ISBN 2913052320)
- Catherine Robinet L'homme de la vieille forêt d'Othe. Gabriel Groley, 1889-1991 Académie troyenne d'études cartophiles, 2008, 72 pages (avec la contribution de Guy Groley)

### Publications
L'œuvre écrite de Gabriel Groley compte environ trente publications :
- La vie studieuse de Lucien Morel-Payen (7 décembre 1868 - 12 décembre 1950), La Renaissance, Troyes, 1952
- Le Cortège hiératique du Maître aux figures tristes défile à l'hôtel de Vauluisant, La Renaissance, Troyes, 1953
- Les cyclopes troyens qui forgeaient les rayons du Roi-Soleil, La Renaissance, Troyes, 1956
- Grâce pour la Maison du Boulanger, La Renaissance, Troyes, 1958
- Le Nouveau finage d'Eguilly-sous-Bois, La Renaissance, Troyes, 1959
- Pauvre vieux Troyes, où en es-tu ?..., La Renaissance, Troyes, 1961
- Champagne de Jadis, Impr. James Charles, 1962
- Ces fameux Champs catalauniques !, La Renaissance, Troyes, 1964 (lire en ligne sur Gallica)
- Un habitat chalcolithique en plaine de Foolz, Impr. Patton, 1964
- Ma route et ses 4000 ans, 1971
- L'héritage troyen du XIXe siècle, La Renaissance, Troyes, 1975
- Mystérieuse forêt d'Othe. Contes et récits de la vieille Champagne, Impr. Patton, 1975 réédition numérique FeniXX  (ISBN 9782307280644)
- Maître Blaise dans son univers : écrit véridique, J. Groley, 1981 réédition numérique FeniXX  (ISBN 9782307328643)
- Le nouveau finage d'Eguilly-sous-Bois réédition numérique FeniXX  (ISBN 9791041003051)
- (avec André Beury, Sylvie Brochard, Laurence Brochard) Le Folklore enfantin de la Plaine de Troyes, La Renaissance, 1982
- L'héritage troyen du XIXe siècle. Édifices construits, rénovés ou supprimés de 1801 à 1914. Tomes 1 et 2, La Renaissance, 1984 et 1986
- L'Homme de la Vieille Forêt d'Othe. Études de folklore, Impr. Patton, 1987
- Le poète troyen Alfred Droin (1878 -1967). Sa vie militaire, sa vie civile, sa vie fervente, publié par La Vie en Champagne, 1980
- Contes de la forêt d'Othe, Académie troyenne d'études cartophiles, 2009 (illustrations d'Alain Richard)